# Sarocha Chankimha
Sarocha Chankimha (em tailandês: สโรชา จันทร์กิมฮะ, Bangkok, 8 de agosto de 1998), mais conhecida como Freen, é uma atriz, modelo e cantora tailandesa, que se tornou mais conhecida por protagonizar as séries Gap: The Series e The Loyal Pin.
Chankimha começou sua carreira de atriz com as séries dramáticas So Fit (2021) e Secret Crush on You (2022). No entanto, ganhou reconhecimento internacilnal ao dar vida a personagem Khun Sam na série de drama tailandesa Gap: The Series (2022).

## Biografia
Chankimha nasceu em 8 de agosto de 1998 em Bangkok, capital da Tailândia, e é filha única de uma família budista. Seus pais se divorciaram quando ela ainda era muito jovem. Durante a adolescência, ela trabalhou em vários empregos para ajudar financeiramente sua mãe.
Chankimha cursou o ensino médio na La Salle School Bangkok, e se formou em Relações Públicas e Comunicação Corporativa pela Rangsit University. Ela tinha uma forte inclinação para uma carreira no setor corporativo, além de também ter recebido "honras de primeira classe" por suas realizações acadêmicas.

## Carreira

### 2016–2021:Miss Teene início na TV
Em 2016, Chankimha foi finalista no Miss Teen Tailândia, concurso de beleza do qual participaram mulheres entre 15 e 18 anos. Durante o concurso, ela teve a oportunidade de ser a apresentadora do programa Miss Teen Thai e Girl Daily. 
Depois de concluir sua graduação, ela decidiu seguir carreira na indústria do entretenimento tailandesa, então começou a fazer testes em várias agências de talentos e finalmente assinou um contrato com a Idol Factory. Seu primeiro sucesso como atriz foi no videoclipe "Before Rain", do artista tailandês The Toys. 
Em 2020, ela estrelou o programa de TV Sosat Seoulsay. Chankimha fez sua estreia como atriz na indústria dramática tailandesa em 2021, com o drama de comédia romântica So Fit, interpretando Bing, a protagonista feminina.

### 2022–presente:GAPe sucesso internacional
No início de 2022, ela desempenhou um papel coadjuvante na série Secret Crush on You. No mesmo ano, ela protagonizou a série de comédia romântica Gap: The Series, reconhecida como a primeira série tailandesa de amor lésbico. O sucesso da série foi tanto que, Chankimha ficou conhecida internacionalmente, além de ter recebido vários prêmios. Ao lado de sua parceira na tela, Rebecca Patricia Armstrong, elas ficaram conhecidas mundialmente como o fenômeno shipper "FreenBecky". Freen também deu voz para várias músicas pertencentes a trilha sonora de Gap, incluindo a canção de abertura - ao lado de Rebecca - e uma solo intitulada "Whisper".
Em 2024, Chankimha assinou com a The Venture Management, além de ter participado do 77º Festival de Cinema de Cannes, sendo uma das homenageadas no painel "Mulheres no Cinema", co-organizado pelo Festival Internacional de Cinema do Mar Vermelho e pela revista Variety. Ainda em 2024, ela estrelou o filme de romance e ficção científica intitulado Uranus 2324, além do drama romântico de época The Loyal Pin, ambos ao lado de Rebecca  Armstrong.
Em janeiro de 2025, Sarocha foi nomeada a primeira Embaixadora da Marca tailandesa da Maison Valentino. "É uma grande honra para mim participar da virada da próxima página da história da Maison Valentino, onde a arte e a herança entram em uma nova era contemporânea sob a direção criativa visionária de Alessandro Michele", ressaltou. Em 6 de maio de 2025, Freen fez história ao se tornar a primeira atriz tailandesa a participar do Met Gala em Nova York, conquistando o primeiro lugar no ranking da Valentino.

## Filmografia

### Televisão
| Ano       | Título              | Papel                      | Notas           | Ref.   |
| --------- | ------------------- | -------------------------- | --------------- | ------ |
| 2021      | So Fit              | Bing                       | Papel principal |        |
| 2022      | Secret Crush on You | Khongkwan                  | Recorrente      |        |
| 2022–2023 | Gap: The Series     | Khun Sam                   | Papel principal | [ 26 ] |
| 2023      | The Sign            | Wansarat                   | 4 episódios     |        |
| 2024      | The Loyal Pin       | Pilantita Kasidit (Pin)    | Papel principal | [ 27 ] |
| 2025      | 4 Elements: The Air | Lieutenant Vayo (Wayo)     | Papel principal |        |
| 2026      | Cranium             | Dr. Phinya Thananon (Phin) | Papel principal |        |

### Filmes
| Ano  | Título      | Papel              | Notas           | Ref.   |
| ---- | ----------- | ------------------ | --------------- | ------ |
| 2024 | Uranus 2324 | Linlada Sasinpimon | Papel principal | [ 28 ] |
| 2024 | Rider       | Pau                | Papel principal |        |

### Videoclipes
| Ano  | Título                         | Artista                  | Notas                                |
| ---- | ------------------------------ | ------------------------ | ------------------------------------ |
| 2017 | "Before Rain" (ก่อนฤดูฝน)        | The Toys                 |                                      |
| 2018 | "Goodbye"                      | Singto Numchok           |                                      |
| 2020 | นิสัยรวย                         | Nicky & Goyyog Ft. P-HOT |                                      |
| 2022 | "Pink Theory" (ทฤษฎีรักนี้สีชมพู)    | Freen & Becky            | Para a soundtrack de Gap: The Series |
| 2023 | "Marry Me"                     | Freen & Becky            | Para a soundtrack de Gap: The Series |
| 2023 | "Balloon" (ผิดที่ฉันกอดเธอไม่แน่นพอ) | Playground feat. เรนิษรา  |                                      |
| 2023 | "No More Blues"                | Freen & Becky            | Para a soundtrack de Gap: The Series |
| 2024 | "Rain" (ติดฝน) - PiXXiE         | Freen feat. KnomJean     | Cover com KnomJean                   |
| 2024 | "มองหน้ากันไม่ติด" (Awkward)       | Freen & Becky            | โอ๊ต ปราโมทย์ FEAT. MAIYARAP           |
| 2024 | "Cheevee"                      | Freen & Becky            | Para a soundtrack de The Loyal Pin   |
| 2025 | "Melt" (ละลาย)                 | Freen & Becky            | Cover da música ละลาย, por Four-Mod  |

## Discografia

### Singles
| Ano  | Título                                  | Artista                              | Notas                                                           |
| ---- | --------------------------------------- | ------------------------------------ | --------------------------------------------------------------- |
| 2022 | "ลูกอม"                                  | Freen Sarocha feat. Beck Armstrong   | Cover (ลูกอม - วัชราวลี WhatChaRaWaLee)                            |
| 2022 | "เอาปากกามาวง"                          | Freen Sarocha feat. Beck Armstrong   | Versão cover da música em inglês (เอาปากกามาวง - Bell Warisara) |
| 2022 | "Pink Theory"                           | Freen Sarocha feat. Beck Armstrong   | Para a soundtrack de Gap: The Series                            |
| 2022 | "คำสั่งจากหัวใจ"                           | Freen Sarocha                        | Para a soundtrack de Gap: The Series                            |
| 2022 | "Whisper"                               | Freen Sarocha                        | Para a soundtrack de Gap: The Series                            |
| 2022 | "Pink Theory" (ทฤษฎีรักนี้สีชมพู) (Bossa Ver) | Freen Sarocha feat. Beck Armstrong   | Para a soundtrack de Gap: The Series                            |
| 2023 | "No More Blues"                         | Freen Sarocha feat. Beck Armstrong   | Para a soundtrack de Gap: The Series                            |
| 2023 | "Marry Me"                              | Freen Sarocha feat. Beck Armstrong   | Para a soundtrack de Gap: The Series                            |
| 2024 | ติดฝน (rain)                             | Freen Sarocha feat. KNOMJEAN (ขนมจีน) | Cover (música original por PiXXiE)                              |

## Prêmios e Indicações
| Ano  | Premiação                                    | Categoria                                                       | Trabalho indicado | Resultado | Ref.          |
| ---- | -------------------------------------------- | --------------------------------------------------------------- | ----------------- | --------- | ------------- |
| 2023 | TPOP STAGE                                   | OST da semana                                                   | "Pink Theory"     | Venceu    | [ 29 ]        |
| 2023 | TPOP STAGE                                   | OST da semana                                                   | "Whisper"         | Venceu    |               |
| 2023 | Mellow POP TOP VIRAL CHART                   | Top Viral Idol Chart Março 2023 (com Beck Armstrong)            | Gap: The Series   | Venceu    | [ 30 ]        |
| 2023 | Kazz Awards                                  | Saowaisai 2022                                                  | Ela mesma         | Venceu    | [ 31 ]        |
| 2023 | Kazz Awards                                  | Prêmio Popular Feminino Adolescente                             | Ela mesma         | Venceu    |               |
| 2023 | Kazz Awards                                  | Série do Ano                                                    | Gap: The Series   | Venceu    |               |
| 2023 | Kazz Awards                                  | Casal do Ano (com Beck Armstrong)                               | Gap: The Series   | Venceu    | [ 32 ]        |
| 2023 | Maya TV Awards                               | Canção do Ano                                                   | "Pink Theory"     | Indicada  |               |
| 2023 | Maya TV Awards                               | Estrela em ascensão feminina do ano                             | Ela mesma         | Venceu    | [ 33 ]        |
| 2023 | Maya TV Awards                               | Casal do Ano (com Beck Armstrong)                               | Gap: The Series   | Venceu    |               |
| 2023 | Nine Entertain Awards                        | Escolha do povo (com Beck Armstrong)                            | Gap: The Series   | Venceu    | [ 34 ]        |
| 2023 | SEC Awards                                   | Casal Favorito em uma Série (com Beck Armstrong)                | Gap: The Series   | Venceu    | [ 35 ]        |
| 2023 | SEC Awards                                   | Melhor Série Asiática                                           | Gap: The Series   | Venceu    | [ 36 ]        |
| 2023 | FEED Y Capital Awards                        | Séries populares                                                | Gap: The Series   | Venceu    | [ 37 ]        |
| 2023 | FEED Y Capital Awards                        | Casal mais Popular (com Beck Armstrong)                         | Gap: The Series   | Venceu    |               |
| 2023 | Howe Awards                                  | Prêmio de Melhor Casal (com Beck Armstrong)                     | Gap: The Series   | Venceu    | [ 38 ]        |
| 2023 | Howe Awards                                  | Série mais quente                                               | Gap: The Series   | Venceu    | [ 39 ]        |
| 2023 | Thai Update Awards                           | As melhores séries de TV                                        | Gap: The Series   | Venceu    | [ 40 ]        |
| 2023 | Thai Update Awards                           | O Grupo A de Estrelas Femininas Jovens Mais Favoritas           | Ela mesma         | Venceu    | [ 41 ]        |
| 2023 | Superstar Maya Awards                        | Superstar Maya Ídolo Feminino                                   | Ela mesma         | Venceu    | [ 42 ] [ 43 ] |
| 2023 | Superstar Maya Awards                        | Casal ídolo superstar Maya (com Beck Armstrong)                 | Gap: The Series   | Indicada  | [ 44 ]        |
| 2023 | Y Universe Awards                            | A melhor trilha sonora da série                                 | Gap: The Series   | Venceu    | [ 45 ]        |
| 2023 | Y Universe Awards                            | Prêmios de Melhor Casal 2023 (com Beck Armstrong)               | Gap: The Series   | Venceu    |               |
| 2023 | Y Universe Awards                            | Y Estrela Icônica                                               | Ela mesma         | Indicada  |               |
| 2023 | BreakTudo Awards                             | Shipp de Ficção (com MonSam)                                    | Gap: The Series   | Venceu    |               |
| 2023 | GQ Men of The Year                           | Estrelas em alta do país (com Beck Armstrong)                   | Gap: The Series   | Venceu    | [ 46 ]        |
| 2024 | Sanook Top of the Year Awards                | Prêmio de Melhor Casal (com Beck Armstrong)                     | Gap: The Series   | Venceu    | [ 47 ]        |
| 2024 | Sanook Top of the Year Awards                | Estrela em ascensão feminina                                    | Ela mesma         | Venceu    | [ 47 ]        |
| 2024 | Sanook Top of the Year Awards                | A Melhor Série do Ano                                           | Gap: The Series   | Venceu    | [ 47 ]        |
| 2024 | Japan Expo Thailand Award                    | Prêmio de Atores da Japan Expo (com Beck Armstrong)             | Gap: The Series   | Venceu    | [ 48 ]        |
| 2024 | BIC Seven Awards                             | LGBTQ+ em destaque (com Beck Armstrong)                         | Gap: The Series   | Venceu    | [ 49 ]        |
| 2024 | 11th Thailand Social Awards                  | Melhor Performance de Criador em Mídias Sociais - Ator e Atriz) | Ela mesma         | Venceu    | [ 50 ]        |
| 2024 | Kazz Awards                                  | Casal do ano (com Beck Armstrong)                               | Gap: The Series   | Venceu    | [ 51 ]        |
| 2024 | Kazz Awards                                  | Voto popula                                                     | Ela mesma         | Venceu    | [ 52 ]        |
| 2024 | Women in Cinema                              | Um dos seis homenageados do ano de 2024                         | Ela mesma         | Venceu    | [ 53 ] [ 54 ] |
| 2024 | 20th Kom Chad Luek Awards                    | Atriz Mais Popular                                              | Ela mesma         | Venceu    | [ 55 ]        |
| 2024 | 20th Kom Chad Luek Awards                    | Melhor Casal do Ano (com Beck Armstrong)                        | Gap: The Series   | Venceu    | [ 56 ]        |
| 2024 | Nine Entertain Awards                        | Melhor Casal do Ano (com Beck Armstrong)                        | Gap: The Series   | Venceu    | [ 57 ]        |
| 2024 | Nine Entertain Awards                        | Escolha do povo                                                 | Ela mesma         | Indicada  | [ 58 ]        |
| 2024 | EFM Fandom Awards                            | Sissss do ano ((com Beck Armstrong)                             | Gap: The Series   | Venceu    | [ 59 ]        |
| 2024 | Mint Awards                                  | Melhor Capa do Ano                                              | Ela mesma         | Venceu    | [ 60 ]        |
| 2024 | Mint Awards                                  | elhor Capa Digital do Ano (com Beck Armstrong)                  | Gap: The Series   | Venceu    | [ 60 ]        |
| 2024 | FEED Y Capital Awards                        | Casal Mais Popular (com Beck Armstrong)                         | Gap: The Series   | Venceu    | [ 61 ] [ 62 ] |
| 2024 | Maya TV Awards                               | Mulher encantadora do ano                                       | Ela mesma         | Venceu    |               |
| 2024 | Maya TV Awards                               | Prêmio Popular                                                  | Ela mesma         | Venceu    |               |
| 2024 | Maya TV Awards                               | Casal do Ano (com Beck Armstrong)                               | Gap: The Series   | Venceu    |               |
| 2024 | Howe Awards                                  | Prêmios populares                                               | Ela mesma         | Indicada  |               |
| 2024 | Thailand Headlines Person of the Year Awards | A maioria das séries (com Beck Armstrong)                       | Gap: The Series   | Pendente  |               |
| 2024 | BreakTudo Awards                             | Fandom Internacional do Ano (com Beck Armstrong)                | Gap: The Series   | Pendente  |               |
| 2024 | BreakTudo Awards                             | Shipp de Ficção (com AnilPin)                                   | The Loyal Pin     | Pendente  |               |